# Лукин, Андрей Михайлович
Андрей Михайлович Лукин (род. 28 августа 1948, Ленинград) — советский и российский шахматист; международный мастер (1982). Заслуженный тренер России.

## Биография
По профессии инженер. Совмещал выступления в шахматных турнирах с работой по основной специальности, позднее перешёл на тренерскую работу по шахматам.
В 1966 году стал мастером спорта. Победитель Всесоюзного юношеского отборочного турнира 1967 г. (из-за политических осложнений не смог принять участие в первенстве мира среди юношей в Израиле). Пятикратный чемпион Ленинграда (1972, 1978, 1981, 1983, 1988). Призёр чемпионата России (1993).
Лучшие результаты в международных соревнованиях: Наленчув (1981) — 1—2-е; Ленинград (1984) — 2—3-е места. В 1982 году стал международным мастером.
Бронзовый призёр VI Спартакиады народов СССР 1975 г. и VIII Спартакиады народов СССР 1983 г. в составе сборной Ленинграда. Победитель командного чемпионата России 1992 г. в составе команды Санкт-Петербурга, призёр клубного чемпионата России 1995 г. в составе команды «Университет» (Санкт-Петербург).
За достижения на тренерском поприще удостоен звания заслуженного тренера России. Тренировал гроссмейстеров К. Сакаева (до 1993 г.), П. Свидлера (с 1993 г.) и ряд других сильных шахматистов. Пётр Свидлер свой прорыв в элиту мировых шахмат непосредственно связывал с началом сотрудничества с А. М. Лукиным и заявлял, что ему повезло с тренером. Кроме того, по состоянию на 2014—2017 гг. А. М. Лукин являлся тренером гроссмейстеров Кирилла Алексеенко (с 2008 г.) и Анастасии Боднарук (с 2013 г.).

## Книги
- Иванов С. В., Ионов С. Д., Лукин А. М. Дойти до самой сути… Гроссмейстер Константин Асеев. — С.-Пб.: Коста, 2008. — 208 с. — 800 экз. — ISBN 978-5-91258-076-5.

## Изменения рейтинга
| График не отображается по техническим причинам. Чтобы исправить это, воспроизведите график в новом формате, если это возможно. |